# 亀山市立中部中学校
亀山市立中部中学校（かめやましりつちゅうぶちゅうがっこう）は、三重県亀山市にある中学校である。校区内にある井田川、川崎、野登の各小学校とは同じ起源を持ち、これらの小学校の卒業生の主な進学先となっている。

## 沿革
- 1947年4月 学制改革により、鈴鹿郡井田川村、川崎村、野登村の各国民学校の高等科がそれぞれ村立の井田川中学校、川崎中学校、野登中学校となる。
- 1947年7月 学校再配置により、井田川、川崎、野登の各村立中学校を廃止。3ヵ村組合立中学校として中部中学校が創立。
- 1951年12月 川崎村長明寺に新校舎が完成。野登分校を除く全生徒を移転。
- 1954年9月 亀山市制施行。亀山市立中部中学校と改称。
- 1954年12月 校区の東部地区が鈴鹿市に編入される。亀山市と鈴鹿市による学校組合がおかれ、亀山市鈴鹿市学校組合立中部中学校と改称。野登分校は亀山中学校の分校となる。
- 1956年4月 組合立中学校解散。鈴鹿地区の生徒は白鳥中学校へ転校。
- 1962年1月 野登分校を再び本校の分校とする。
- 1962年4月 野登分校を廃止し、全生徒が本校に転校。
- 1972年3月 亀山市田村町に新校地が決定。
- 1973年12月 田村町の新校地の造成工事が完成。
- 1977年2月 新校舎が完成。同月13日より供用開始。
- 1978年3月 屋内運動場が完成。
- 1984年3月 校舎を増築。
- 1987年2月 生徒急増に伴い校舎を増築。
- 1988年4月 特殊学級を開設。
- 1989年3月 生徒増加に伴い、プレハブ教室を増設。
- 1992年3月 校舎を増築、パソコン教室が完成。
- 1993年3月 職員室などを拡張。

## 特色
NIE（教育に新聞を）を実践しており、1・2年生の授業で新聞を活用している。具体的には、週1回、新聞のコラムの書き写しをさせたり、亀山市立図書館の指導の下で、生徒自身が気になる記事を切り抜き、内容要約や意見を書き加えたりする活動がある。これらの活動は、生徒が社会情勢に目を向ける契機となるだけでなく、集中力の育成や漢字学習にも効果がある。